# Sam Kerr
Samantha May Kerr OAM (mais conhecida como Sam Kerr) (East Fremantle, 10 de setembro de 1993) é uma futebolista australiana que atua como atacante. Atualmente joga pela seleção australiana, sendo capitã da equipe australiana e pelo Chelsea. Amplamente conhecida como uma das maiores jogadoras de futebol atualmente.

## Carreira
Começou sua carreira aos 15 anos no Perth Glory (onde jogou de 2008 a 2012), antes de se transferir para o Sydney FC. Em 2013, ela se juntou ao Western New York Flash para a temporada inaugural da NWSL e ajudou a liderar a equipe a vencer o NWSL Shield. Mais tarde, ela jogou pelo Sky Blue FC e pelo Chicago Red Stars na mesma liga. Em 2019, Kerr indicou seu interesse em jogar na Europa, e após ter recebido várias ofertas de clubes como Olympique Lyonnais e Arsenal, finalmente assinou com o Chelsea aonde está até hoje. 
No Chelsea, ganhou 11 troféus com o clube de Londres. Com destaque para 5 títulos consecutivos da FA Women's Super League e ajudou a equipe a chegar à final da Liga dos Campeões Feminina da UEFA pela primeira vez na temporada 2020-21. 
Kerr estreou na seleção australiana feminina em 2009 quando aos 15 anos fez seu primeiro jogo contra a Itália e desde então representou a Austrália em 4 Copas da Ásia de Futebol Feminino (2010/2014/2018/2022), 4 Copas do Mundo Feminina (2011/2015/2019/2023) e 2 Olimpíadas (Rio de Janeiro 2016 e Tóquio 2020). Durante a Copa do Mundo Feminina de 2019, ela se tornou a primeira jogadora australiana e asiática (masculina ou feminina) a marcar mais de dois gols em um jogo da Copa do Mundo ao marcar 4 gols na goleada por 4-1 contra a Jamaica. 
Em 2021, ela foi a capitã das Matildas na histórica primeira semifinal de um grande torneio durante os Jogos Olímpicos de Verão de 2020, finalizando em 4º lugar. Dois anos atrás, repetiria o feito na Copa do Mundo Feminina de 2023, disputada na própria Austrália (em conjunto com a Nova Zelândia).
Kerr foi nomeada a Jovem Australiana do Ano de 2018 como parte do Australia Day Honors de 2018 e além disso, como parte do Australia Day Honors de 2022 foi também condecorada com a Medalha da Ordem da Austrália (OAM) por seus "serviços ao futebol", tornando-se apenas a segunda jogadora de futebol australiana a receber tal honra após a capitã inaugural do Matildas, Julie Dolan. Também foi premiada com a Medalha Julie Dolan de 2017 e 2018 como a melhor jogadora feminina da Austrália, é quatro vezes vencedora do prêmio de jogadora do ano da PFA (premiada em 2013, 2017, 2018 e 2019) e foi nomeada Jogadora Internacional do Ano pela Football Media Association em 2013 e 2014. 
Ela também recebeu o Prêmio ESPY de Melhor Jogadora Internacional de Futebol Feminino em 2018, 2019 e 2022, além de ter sido indicada ao prêmio em 2021. Ela também ganhou o prêmio ESPY de melhor jogadora de futebol da NWSL em 2019 e foi indicada ao prêmio em 2018. Em 2022, também foi premiada com o FWA Women's Footballer of the Year. 
Kerr é a primeira e única jogadora de futebol feminino australiana e asiática a ser nomeada para a lista de finalistas do Ballon d'Or Féminin (também é uma das apenas quatro jogadoras a ter sido indicada em todas as edições do prêmio desde sua criação em 2018, ocupando o 5º, 7º e 3º lugar respectivamente). Ela também foi a quarta jogadora asiática indicada para Melhor Jogadora Feminina da FIFA (além de Sun Wen, Homare Sawa e Aya Miyama) e sendo nomeada consistentemente desde 2017 (ocupando o 10º, 9º, 11º, 7º e 2º lugar). Também foi nomeada para a BBC Women's Footballer of the Year entre 2018 e 2021, além de ser nomeada para o Top 10 do The Guardian's The 100 Best Female Footballers In The World entre 2017 e 2021 (ocupando o 3º, 2º, 1º, 6º e 3º lugar).
Um marco na sua carreira foi ser a primeira mulher numa capa de FIFA (FIFA 23), ao lado de Kylian Mbappé. Sam Kerr no mesmo FIFA apareceu no game também no Chelsea. O motivo disso que antes do FIFA 23 só existiam seleções femininas. A primeira liga oficialmente confirmada no jogo foi a FA Women's Super League, liga que Sam disputa com o Chelsea.
Nos Olimpíadas de 2020, Kerr assumiu um relacionamento com a jogadora americana Kristie Mewis.

## Início da vida
Kerr nasceu em East Fremantle (um subúrbio de Perth, Austrália Ocidental) no dia 10 de Setembro de 1993. Sua mãe, Roxanne Kerr ( nascida Regan), vem de uma família atlética: seu pai e tios eram jogadores de futebol australiano profissionais na West Australian Football League (WAFL) enquanto um outro tio, JJ Miller, era um jóquei campeão que venceu a Melbourne Cup em 1966 com o cavalo Galilee.  

O pai de Sam, Roger Kerr, nasceu em Calcutá (Índia) e era filho de pai inglês (um boxeador peso-pena) e mãe indiana que jogava basquete. 
Comecei aos 12 anos. Antes era tudo AFL. Eu odiava futebol quando era criança, nunca tive uma bola de futebol em casa.
Kerr jogou futebol australiano quando era jovem. Tanto seu pai quanto seu irmão mais velho, Daniel Kerr, eram jogadores profissionais de futebol australianos.  Ela praticou o esporte até mudar para o futebol aos 12 anos, principalmente devido a restrições de gênero. 
Apesar de enfrentar algumas dificuldades na transição do futebol australiano para o futebol, ela foi descoberta aos 13 anos pelo atacante do Perth Glory, Bobby Despotovski, que a descreveu pela característica atlética e talento bruto como "excepcionais".  Aos 15 anos, ela fez sua estreia internacional na W-League. 

## Carreira no clube

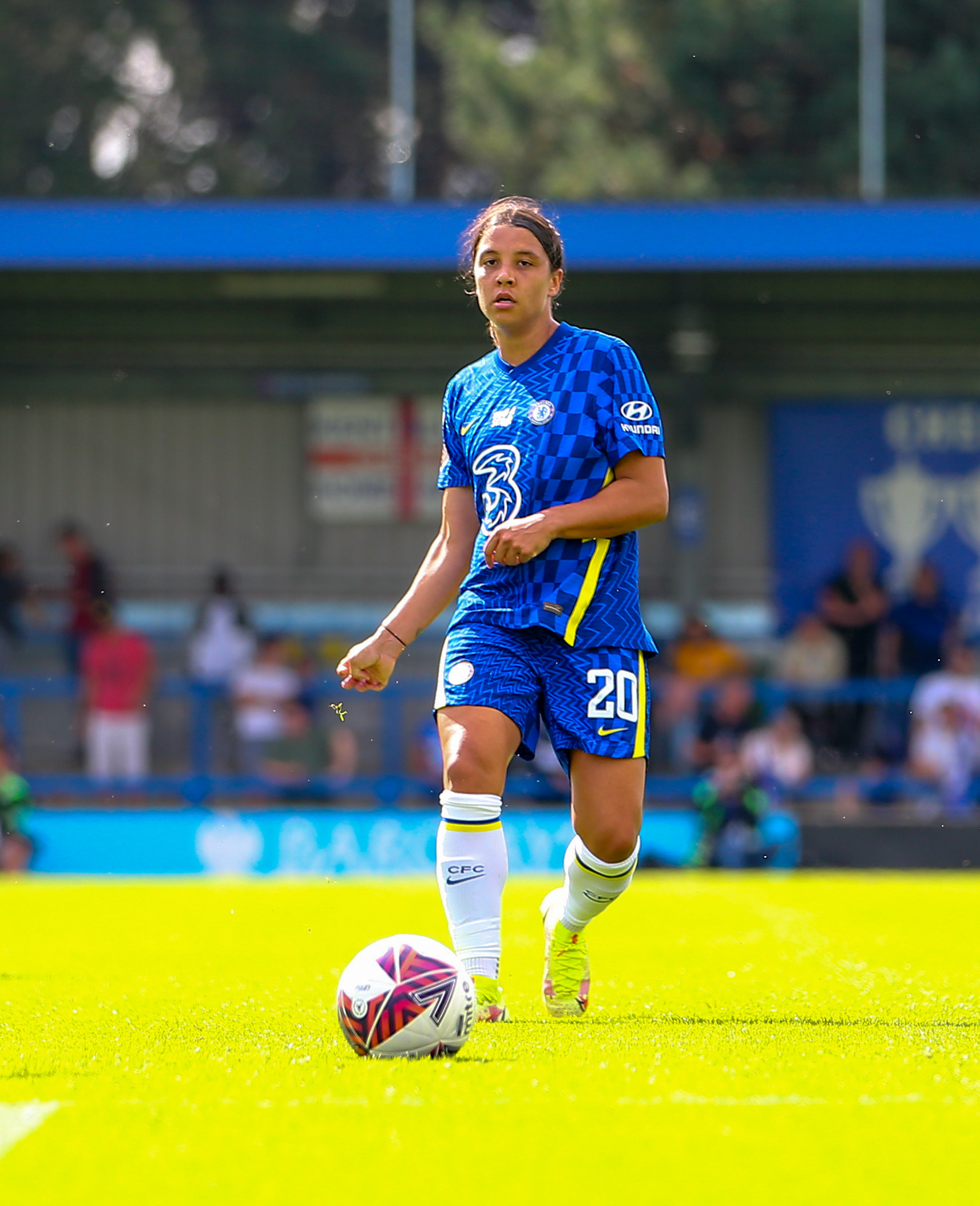
Kerr no Chelsea, em 2021

### Western Knights, 2006–2008
Kerr começou a jogar futebol como júnior no Western Knights em Mosman Park. Depois de três anos no Western Knights, ela fez um teste para o Western Australian State Team antes de se mudar para o Perth Glory. 

### Perth Glory, 2008–2011
Kerr fez sua estreia pelo Perth Glory aos 15 anos durante a temporada de 2009 da W-League, recebeu o Prêmio dos Jogadores no W-League Awards de 2009 e também foi premiada como Gol do Ano por seu gol de longa distância contra o Sydney FC na oitava rodada. 
Na temporada 2010-11, jogou 10 partidas e marcou três gols. Ela marcou dois gols no primeiro tempo de uma partida contra o Adelaide United em 14 de janeiro de 2011, levando o Perth Glory a uma vitória por 2 a 1. 

### Sydney FC, 2012–2014
Após a primeira passagem pelo Perth Glory, Kerr fechou com o Sydney FC para a temporada 2012-13, aonde nas duas temporadas fez 24 jogos e marcou 13 gols.

### Western New York Flash, 2013–2014
Em 2013, Kerr assinou com o Western New York Flash. Ela fez 19 partidas em suas 21 aparições pelo clube e marcou seis gols.  Depois de derrotar o Sky Blue FC por 2 a 0 nas semifinais, o Flash perdeu por 2 a 0 para o Portland Thorns na final. 
Após duas temporadas no Sydney FC, Kerr voltou ao Flash para a temporada de 2014. O técnico Aaran Lines disse sobre Kerr: "Com seus atributos - sua velocidade, capacidade atlética e instintos - se ela continuar a se desenvolver no ritmo que está, Sam pode se tornar uma das melhores atacantes do mundo".  Foi titular em todas as 20 partidas e foi a artilheira da equipe com 9 gols.  
Ela foi nomeada Jogadora da Semana da NWSL na semana 9 depois de marcar dois gols e uma assistência contra o Portland Thorns. Após a temporada de 2014, Kerr foi negociada com o Sky Blue FC em troca de Elizabeth Eddy e uma escolha de primeira rodada - quarta no geral - no NWSL College Draft de 2015. O Flash usou essa escolha para draftar Sam Mewis. 

### Retorno no Perth Glory, 2014–2019
Em agosto de 2014, Kerr retornou ao Perth Glory em um contrato de um ano como um dos seis membros nacionais a assinar pelo Perth. Ela abriria sua conta na segunda partida do Perth contra o Adelaide United para dar ao Perth a liderança no segundo tempo que eles venceriam.  Na partida seguinte, ela marcou uma dobradinha na goleada de 10 a 1 de seu time contra o Western Sydney Wanderers.  Depois de perder os próximos quatro jogos, Kerr iria marcar oito gols nos quatro jogos finais da temporada regular, que incluiu um hat-trick contra seu ex-time Sydney FC. 
Ela continuou sua forma de temporada regular na temporada seguinte, quando marcou o gol da vitória por 2 a 1 sobre o Melbourne Victory na rodada de abertura da competição. Esse seria o único gol que ela marcaria na temporada com sua perna cedendo em uma lesão no tornozelo sem contato que a forçou a ficar de fora pelo resto da temporada.  
Apesar da lesão, isso não impediu o Perth Glory de dar a ela uma extensão de contrato de um ano antes do início daquela temporada.  Na temporada 2016-17 da W-League, ela marcou dez gols, levou o time à Grande Final, ganhou a Medalha Julie Dolan e o Prêmio Penny Tanner Media MVP do campeonato. Em outubro de 2018, ela se tornou a primeira jogadora de destaque da W-League quando lhe foi oferecido um contrato de 400.000 dólares para ficar em Perth em vez de ir para o exterior, onde lhe ofereceram 100.000 a menos.  
A contratação da centroavante foi entregue na temporada 2018-19 da W-League, quando ela terminou no topo das artilharia com 17 gols (média acima de um gol por jogo). Isso incluiu um hat-trick na semifinal contra o Melbourne Victory, que garantiu a vaga do Perth Glory na Grande Final mais uma vez. 

### Sky Blue FC, 2015–2017
Em 2015, Kerr se juntou a companheira de equipe de Matildas, Caitlin Foord, no Sky Blue FC após sua participação na Copa do Mundo Feminina da FIFA no Canadá.  Os seis gols de Kerr em suas nove aparições ficaram em primeiro lugar na equipe. 
Durante a temporada de 2016, Kerr fez nove aparições pela Sky Blue depois de estar fora com a seleção nacional em preparação para as Olimpíadas do Rio de 2016. Ela marcou cinco gols durante a temporada regular.  Kerr foi nomeado Jogador da Semana da NWSL para a Semana 18 depois de marcar dois gols: um empate aos 80 minutos contra o Orlando Pride e um gol da vitória contra o Pride alguns dias depois. 
Na temporada de 2017, Kerr estabeleceu um novo recorde da NWSL quando marcou 4 gols em um único jogo depois de perder por 3 a 0 para o Seattle Reign no intervalo. Sky Blue acabou vencendo a partida por 5-4. Aos 23 anos, Kerr estava no topo da tabela de gols de todos os tempos da NWSL e ganhou não só o prêmio NWSL Golden Boot como o MVP depois de terminar a temporada com um recorde de 17 gols. 

### Chicago Red Stars, 2018–2019
Em 18 de janeiro de 2018, Kerr foi negociado com o Chicago Red Stars junto com Nikki Stanton pelo Sky Blue FC em uma troca de três equipes com o Chicago Red Stars e Houston Dash.  Ela teve um início lento na temporada de 2018, não marcando até a oitava partida da temporada quando contribuiu para um empate 1-1 contra o North Carolina Courage. Em agosto, ela foi nomeada Jogadora do Mês da NWSL pela terceira vez em sua carreira ao marcar cinco gols ao longo do mês de agosto, incluindo dois gols contra Portland Thorns e Orlando Pride. 
No final da temporada de 2018, Kerr marcou 16 gols e ganhou a Chuteira de Ouro pela segunda temporada consecutiva, tornando-se a primeira jogadora a ganhar a Chuteira de Ouro da NWSL mais de uma vez além de ser eleita a Melhor da NWSL como também entrar no Best XI como atacante. 
No final da temporada de 2019, Kerr e o Chicago Red Stars fizeram sua primeira aparição no Campeonato da NWSL, perdendo por 4-0 para o North Carolina Courage.  Vários dias antes do jogo do campeonato, Kerr foi nomeada o MVP da NWSL de 2019 (o primeiro e atualmente único jogador da NWSL a receber o prêmio duas vezes).  Kerr também recebeu pelo terceiro ano consecutivo a Chuteira de Ouro da NWSL, liderando a liga com 18 gols e cinco assistências (apesar de perder alguns jogos durante o verão para jogar com a Austrália na Copa do Mundo Feminina de 2019 na França).  Kerr também foi nomeado Jogador do Ano pela Associação Nacional de Jogadoras da Liga Nacional de Futebol Feminino , que apresentou seus próprios prêmios pela primeira vez. 
No final da temporada de 2019, Kerr anunciou que estava pensando em se mudar para um time europeu e teve várias ofertas de times como Olympique Lyonnais e Arsenal. 

### Chelsea, 2019–presente
Em 13 de novembro de 2019, o Chelsea anunciou que Kerr se juntaria ao clube na segunda metade da temporada 2019-20 da FA WSL em um contrato de dois anos e meio. Sua estreia no Chelsea foi contra o Reading em 5 de janeiro de 2020 e marcou seu primeiro gol duas semanas depois no clássico contra o Arsenal. Ela ganhou seu primeiro troféu com o Chelsea na vitória por 2-1 sobre o Arsenal na final da Copa da Liga Feminina Inglesa de 2019-20. O Chelsea conquistou o título da FA Women's Super League de 2019-20, apesar de um cronograma reduzido devido a pandemia de COVID-19, com base em pontos por partida.
Na Women's FA Community Shield de 2020, em 29 de agosto de 2020, Kerr criou uma série de oportunidades de gol antes de ser substituída na vitória do Chelsea por 2 a 0 sobre o Manchester City.  Ela marcou um hat-trick na vitória por 6-0 sobre o Bristol City na defesa do título da Copa da Liga Feminina Inglesa  pelo Chelsea e liderou a pontuação do Chelsea durante a temporada, ajudando-a a conquistar seu segundo título da Superliga Feminina durante a temporada 2020–21.  Ela marcou 21 gols em 22 jogos, ganhando a Chuteira de Ouro, tornando-se a primeira jogadora a ganhá-la em três ligas e três continentes diferentes. Nessa mesma temporada, Kerr ajudou o Chelsea a chegar pela primeira vez às finais da Liga dos Campeões, antes de ser derrotado pelo Barcelona por 4-0 na final em Gotemburgo. 
Durante a temporada 2021-2022 da WSL, Kerr continuou exibindo boa forma e foi nomeado para a Jogadora do Mês do Barclays em setembro. Em 16 de novembro de 2021, Kerr assinou uma extensão de contrato de dois anos, mantendo-a no clube até o verão de 2024, dizendo: "Não me vejo indo para nenhum outro lugar do mundo ou deixando a Europa, tendo o que tenho no Chelsea".  Na semana seguinte, Kerr marcou o gol da vitória na partida da fase de grupos da Liga dos Campeões do Chelsea contra o Servette Chênois e marcou seu terceiro hat-trick na liga, contra o Birmingham City em 26 minutos (além de dar a assistência para a companheira de equipe Fran Kirby. Esse gol foi o 100º do Chelsea na WSL, com Kerr comemorando a conquista com seu famoso salto mortal (a primeira vez que ela o realizou no estádio do Chelsea, Kingsmeadow).  
Em 5 de dezembro, Kerr marcou dois gols na final da FA Cup de 2020-21 contra o Arsenal, conseguindo o Melhor Jogador da Partida e ajudando seu time a levantar o troféu e garantir a quádrupla doméstica da temporada 2020-21 (o primeiro clube feminino inglês para conseguir a façanha).  Kerr terminou o ano civil de 2021 como artilheira da WSL com 23 gols e foi a segunda no total de assistências com 10, atrás apenas da companheira de equipe Fran Kirby .
Ao retornar ao Chelsea após ser eliminado nas quartas de final da Copa da Ásia Feminina no início de 2022, Sam continuou com uma boa sequência de gols, marcando 10 gols em 7 partidas consecutivas (o primeiro jogador do Chelsea a fazê-lo). Ela marcou o único gol do Chelsea na derrota por 3 a 1 para o Manchester City na final da Copa da Liga e na vitória recorde do Chelsea por 9 a 0 contra o Leicester City na WSL em 27 de março, marcou dois gols (repetindo a façanha na semana seguinte em uma partida contra o Reading, a 5ª partida consecutiva da WSL em que ela marcou.  
No dia 24 de abril, em um jogo da liga contra o Tottenham Hotspur, Kerr marcou em sua 6ª partida consecutiva da WSL e ao fazê-lo, quebrou seu próprio recorde da temporada anterior de marcar contra a maior quantidade de equipes adversárias, marcando contra todos os oponentes, exceto o Arsenal.  Em abril de 2022, Kerr foi premiada como Jogadora do Ano da FWA, recebendo 40% dos votos à frente de Vivianne Miedema e Lauren Hemp, ganhou a Jogadora do Mês da FA WSL em abril.  
Kerr terminou a temporada com 32 gols (incluindo 3 gols da FA Cup 20/21 realizada durante o período da temporada 21/22) e 9 assistências em todas as competições, vencendo a FA Women's Super League pela terceira vez consecutiva, e a FA Copa Feminina pela segunda vez consecutiva. Depois de uma temporada formidável na frente do gol para os Blues, a vencedora da Chuteira de Ouro de 2021-22 foi eleita a Jogadora do Ano do Chelsea pelos torcedores do Chelsea com mais de 70% dos votos e também foi votada pela FA Women's como a Jogadora da Temporada da FA Women's Super League. 
Ela também recebeu o prêmio de Jogador do Ano da PFA Players,  além de ser nomeada na Equipe do Ano da PFA WSL pelo segundo ano consecutivo. Kerr desempenhou um papel fundamental na equipe de Emma Hayes, marcando em momentos vitais para garantir que os Blues vencessem a WSL três vezes seguidas e a Copa da Inglaterra Feminina. A número 20 terminou como artilheiro, marcando 32 vezes em todas as competições, manteve o prêmio Chuteira de Ouro pelo segundo ano consecutivo tendo marcado 20 vezes na Barclays FA Women's Super League na temporada 2021-22. 
A centroavante marcou vários gols importantes nesta temporada, incluindo um decisivo gol aos 92 minutos contra o Aston Villa em Kingsmeadow em março de 2022, para manter vivas as esperanças de título dos Blues. Kerr também marcou duas vezes na vitória do Chelsea sobre o Manchester United no último dia da temporada, com seu voleio bem feito contra os Red Devils sendo votado como Gol da Temporada da FA Women's Super League. Ela também marcou o gol da vitória em Wembley quando os Blues garantiram sua segunda FA Cup consecutiva contra o próprio United.
Já na temporada 2023-24, Kerr teve números mais modestos no Chelsea mas foi importante para a classificação do Chelsea para as quartas de final da Liga dos Campeões Feminina da UEFA, fazendo um hat-trick contra o Paris FC, o segundo gol no empate contra o Real Madrid na Espanha e o primeiro gol da vitória sobre o BK Häcken na Suécia. Em Janeiro de 2024, sofreu o rompimento do ligamento cruzado anterior numa sessão de treinos no Marrocos e ficou fora do resto da temporada. 
Kerr é conhecida por sua "velocidade, habilidade, tenacidade" e comemorações de gols de backflip. É amplamente considerada uma das melhores atacantes e uma das mais letais jogadoras do mundo. Além claro de ser uma das maiores atletas da história da Austrália. 
| Clube                  | Temporada    | Liga         | Liga  | Liga | Copa Nacional | Copa Nacional | Copa Liga | Copa Liga | Champion's League | Champion's League | Outros | Outros | Total | Total |
| Clube                  | Temporada    | Divisão      | Jogos | Gol  | Jogos         | Gol           | Jogos     | Gol       | Jogos             | Gol               | Jogos  | Gol    | Jogos | Gol   |
| ---------------------- | ------------ | ------------ | ----- | ---- | ------------- | ------------- | --------- | --------- | ----------------- | ----------------- | ------ | ------ | ----- | ----- |
| Perth Glory            | 2008–09      | W-League     | 7     | 1    | —             | —             | —         | —         | —                 | —                 | —      | —      | 7     | 1     |
| Perth Glory            | 2009–10      | W-League     | 5     | 1    | —             | —             | —         | —         | —                 | —                 | —      | —      | 5     | 1     |
| Perth Glory            | 2010–11      | W-League     | 10    | 3    | —             | —             | —         | —         | —                 | —                 | —      | —      | 10    | 3     |
| Perth Glory            | Total        | Total        | 22    | 5    | —             | —             | —         | —         | —                 | —                 | —      | —      | 22    | 5     |
| Sydney FC              | 2012–13      | W-League     | 12    | 9    | —             | —             | —         | —         | —                 | —                 | —      | —      | 12    | 9     |
| Sydney FC              | 2013–14      | W-League     | 12    | 4    | —             | —             | —         | —         | —                 | —                 | —      | —      | 12    | 4     |
| Sydney FC              | Total        | Total        | 24    | 13   | —             | —             | —         | —         | —                 | —                 | —      | —      | 24    | 13    |
| Western New York Flash | 2013         | NWSL         | 21    | 6    | —             | —             | —         | —         | —                 | —                 | —      | —      | 21    | 6     |
| Western New York Flash | 2014         | NWSL         | 20    | 9    | —             | —             | —         | —         | —                 | —                 | —      | —      | 20    | 9     |
| Western New York Flash | Total        | Total        | 41    | 15   | —             | —             | —         | —         | —                 | —                 | —      | —      | 41    | 15    |
| Perth Glory            | 2014         | W-League     | 10    | 11   | —             | —             | —         | —         | —                 | —                 | —      | —      | 10    | 11    |
| Perth Glory            | 2015–16      | W-League     | 4     | 1    | —             | —             | —         | —         | —                 | —                 | —      | —      | 4     | 1     |
| Perth Glory            | 2016–17      | W-League     | 13    | 10   | —             | —             | —         | —         | —                 | —                 | —      | —      | 13    | 10    |
| Perth Glory            | 2017–18      | W-League     | 9     | 13   | —             | —             | —         | —         | —                 | —                 | —      | —      | 9     | 13    |
| Perth Glory            | 2018–19      | W-League     | 13    | 18   | —             | —             | —         | —         | —                 | —                 | —      | —      | 13    | 18    |
| Perth Glory            | Total        | Total        | 49    | 53   | —             | —             | —         | —         | —                 | —                 | —      | —      | 49    | 53    |
| Sky Blue FC            | 2015         | NWSL         | 9     | 6    | —             | —             | —         | —         | —                 | —                 | —      | —      | 9     | 6     |
| Sky Blue FC            | 2016         | NWSL         | 9     | 5    | —             | —             | —         | —         | —                 | —                 | —      | —      | 9     | 5     |
| Sky Blue FC            | 2017         | NWSL         | 22    | 17   | —             | —             | —         | —         | —                 | —                 | —      | —      | 22    | 17    |
| Sky Blue FC            | Total        | Total        | 40    | 28   | —             | —             | —         | —         | —                 | —                 | —      | —      | 40    | 28    |
| Chicago Red Stars      | 2018         | NWSL         | 20    | 16   | —             | —             | —         | —         | —                 | —                 | —      | —      | 20    | 16    |
| Chicago Red Stars      | 2019         | NWSL         | 23    | 19   | —             | —             | —         | —         | —                 | —                 | —      | —      | 23    | 19    |
| Chicago Red Stars      | Total        | Total        | 43    | 35   | —             | —             | —         | —         | —                 | —                 | —      | —      | 43    | 35    |
| Chelsea                | 2019–20      | FA WSL       | 4     | 1    | 2             | 0             | 2         | 0         | —                 | —                 | —      | —      | 8     | 1     |
| Chelsea                | 2020–21      | FA WSL       | 22    | 21   | 4             | 4             | 4         | 3         | 8                 | 3                 | 1      | 0      | 39    | 31    |
| Chelsea                | 2021–22      | FA WSL       | 20    | 20   | 3             | 4             | 2         | 1         | 6                 | 4                 | —      | —      | 31    | 29    |
| Chelsea                | Total        | Total        | 46    | 42   | 9             | 8             | 8         | 4         | 14                | 7                 | 1      | 0      | 78    | 61    |
| Career total           | Career total | Career total | 265   | 191  | 9             | 8             | 8         | 4         | 14                | 7                 | 1      | 0      | 297   | 210   |

## Chelsea
- FA Women's Super League (5): 2019–20, 2020–21, 2021-22, 2022-23, 2023-24
- Women's FA Cup (3): 2020–21, 2021-22 e 2022-23
- FA Women's League Cup (2): 2019–20 e 2020–21
- Women's FA Community Shield (1): 2020

## Austrália
- Copa da Ásia de Futebol Feminino de 2010